# Plebejus posterimpunctata
Plebejus posterimpunctata är en fjärilsart som beskrevs av Tutt 1909. Plebejus posterimpunctata ingår i släktet Plebejus och familjen juvelvingar. Inga underarter finns listade i Catalogue of Life.